# (108720) Kamikuroiwa
(108720) Kamikuroiwa est un astéroïde de la ceinture principale.

## Description
(108720) Kamikuroiwa est un astéroïde de la ceinture principale. Il fut découvert le 22 juillet 2001 à Kuma Kogen par Akimasa Nakamura. Il présente une orbite caractérisée par un demi-grand axe de 2,75 UA, une excentricité de 0,03 et une inclinaison de 8,1° par rapport à l'écliptique.

## Compléments